# Твердотельный лазер с диодной накачкой
Твердотельный лазер с диодной накачкой (Diode-pumped solid-state laser, DPSS) — разновидность твердотельного лазера, в которой в качестве источника оптической накачки используется лазерный диод. DPSS-лазеры характеризуются высокой эффективностью и компактностью по сравнению с газовыми и другими твердотельными лазерами. В последние годы DPSS-лазеры приобрели особую популярность как источники излучения в лазерных указках зеленого, жёлтого и некоторых других цветов.

## Устройство
Типичная схема рассмотрена на примере зеленого лазера. Источником накачки является мощный инфракрасный лазерный диод (от 100 мВт до нескольких ватт) с длиной волны 808 нм. Этим диодом накачивается кристалл алюмо-иттриевого граната или ортованадата иттрия. Кристалл излучает на длине волны 1064 нм. Следующей ступенью является нелинейная оптическая система из кристалла титанил фосфата калия (KTiOPO4, KTP). В нём исходная частота излучения удваивается, и выходной луч имеет длину волны 532 нм, что соответствует зелёному цвету видимого излучения. КПД этой системы составляет примерно 20 %. На выходе обычно ставят ИК-фильтр, чтобы убрать остатки излучения от диода накачки, хотя в слабых и дешёвых моделях им часто пренебрегают. Жёлтые и синие лазеры имеют ещё более сложную структуру. Так, в жёлтом лазере излучение на длине волны 808 нм преобразуется в излучение 1064 нм, которое далее преобразуется в 1342 нм и только потом осуществляется удвоение частоты. КПД таких лазеров может быть менее 3 %.

## Сравнение с полупроводниковыми лазерами
Основное преимущество DPSS-лазеров по сравнению с лазерными диодами — высокое качество излучения, как с точки зрения монохроматичности, так и с точки зрения фокусировки и расходимости луча. DPSS-лазеры имеют более узкий диапазон длин волн (меньше 1 нм  по сравнению с 5-20 нм у диодных лазеров ) и значительно меньшую расходимость луча. Благодаря низкой зависимости выходного луча от входного возможно использование более дешевых и мощных многомодовых лазерных диодов в качестве источника накачки, а также линейки из нескольких диодов, накачивающих один кристалл.
С другой стороны — полупроводниковые лазеры проще в использовании и дешевле DPSS, имеют больший КПД. Лазерные диоды продаются в виде законченных дискретных элементов, которые требуют только электропитания и фокусировки, в то время как твердотельный лазер содержит много дополнительных, прецизионных деталей, чувствительных к ударам и вибрациям. В случае, если высокого качества луча не требуется, многомодовые лазерные диоды выдают большую мощность при тех же (или меньших) габаритах и электропитании. Кроме того, лазерные диоды могут работать при большем диапазоне температур и выдерживают более высокочастотный режим модуляции.